# Metec-Solarwatt p/b Mantel
Das Metec-Solarwatt p/b Mantel ist ein niederländisches Radsportteam mit Sitz in Tiel.

## Organisation und Geschichte
Die Mannschaft ist seit 2012 als UCI Continental Team lizenziert und nimmt an den Rennen der UCI Continental Circuits und des nationalen Kalenders teil. Im Kader sind ausschließlich niederländische Radrennfahrer, mehrheitlich aus dem U23-Bereich.
Zu den ehemaligen Fahrern, die den Sprung in ein Profiteam geschafft haben, gehören unter anderem Arvid de Kleijn, Marijn van den Berg, Sjoerd Bax und Huub Artz.

## Saison 2025
Mannschaft
| Teamkader 2025          | Teamkader 2025     | Teamkader 2025 | Teamkader 2025                       |
| Name                    | Geburtsdatum       | Land           | Vorheriges Team                      |
| ----------------------- | ------------------ | -------------- | ------------------------------------ |
| Victor Broex            | 31. Januar 2000    | Niederlande    |                                      |
| Jordan Habets           | 15. November 2001  | Niederlande    | WPGA Amsterdam Racing Academy (2021) |
| Karst Hayma             | 16. Oktober 2005   | Niederlande    |                                      |
| Roy Hoogendoorn         | 17. Juli 2001      | Niederlande    | Willebrord Wil Vooruit (2022)        |
| Niek Hoornsman          | 14. September 2001 | Niederlande    | VolkerWessels Cycling Team (2024)    |
| Eskil Huiting           | 5. August 2003     | Niederlande    | Sensa-Kanjers voor Kanjers (2023)    |
| Roan Konings            | 4. April 2003      | Niederlande    |                                      |
| Bart Kortleve           | 23. Oktober 2004   | Niederlande    |                                      |
| Job Nievelstein         | 15. Juni 2006      | Niederlande    |                                      |
| Joris Reinderink        | 11. Oktober 2003   | Niederlande    | Development Team DSM (2023)          |
| Boris Romers            | 19. November 2002  | Niederlande    | Willebrord Wil Vooruit (2023)        |
| Viego Tijssen           | 5. April 2005      | Niederlande    |                                      |
| Pete Uptegrove          | 23. Januar 2001    | Niederlande    | WV De IJsselstreek (2024)            |
| Axel van der Tuuk       | 25. Mai 2001       | Niederlande    | Jumbo-Visma Development Team (2021)  |
| Casper van der Woude    | 17. Mai 2000       | Niederlande    | GRC Jan van Arckel (2023)            |
| Michiel Van Vliet       | 3. Mai 2004        | Niederlande    |                                      |
| Julian Vergouw          | 28. September 2005 | Niederlande    |                                      |
| Collin Westbroek        | 10. September 2006 | Niederlande    |                                      |
|                         |                    |                |                                      |
| Quelle: ProCyclingStats |                    |                |                                      |

Erfolge
| Siege | Siege  | Siege | Siege  | Siege  | Siege |
| Datum | Rennen | Staat | Klasse | Sieger |       |
| ----- | ------ | ----- | ------ | ------ | ----- |

## Erfolge pro Saison
| Rennserie                 | 2012 | 2013 | 2014 | 2015 | 2016 | 2017 | 2018 | 2019 | 2020 | 2021 | 2022 | 2023 | 2024 |
| ------------------------- | ---- | ---- | ---- | ---- | ---- | ---- | ---- | ---- | ---- | ---- | ---- | ---- | ---- |
| UCI ProSeries             | -    | -    | -    | -    | -    | -    | -    | -    | -    | -    | -    | -    | -    |
| UCI Continental Circuits  | 2    | 4    | 4    | 9    | 8    | 5    | 2    | 11   | -    | 4    | 3    | 4    | 3    |
| nationale Meisterschaften | 1    | -    | -    | -    | -    | -    | -    | 1    | -    | -    | 1    | -    | 1    |

## Platzierungen in UCI-Ranglisten
UCI-Weltrangliste
| World Ranking | World Ranking | World Ranking              | World Ranking |
| Jahr          | Teamwertung   | Einzelwertung              |               |
| ------------- | ------------- | -------------------------- | ------------- |
| 2016          | —             | Johim Ariesen (348. )      |               |
| 2017          | —             | Maarten van Trijp (594. )  |               |
| 2018          | —             | Jasper de Laat (969. )     |               |
| 2019          | 58.           | Arvid de Kleijn (174. )    |               |
| 2020          | 58.           | Jens van den Dool (1247. ) |               |
| 2021          | 79.           | Sjoerd Bax (336. )         |               |
| 2022          | 79.           | Hartthijs de Vries (525. ) |               |
| 2023          | 108.          | Huub Artz (858. )          |               |
| 2024          | 75.           | Wessel Mouris (488. )      |               |
|               |               |                            |               |
| Quelle: UCI   |               |                            |               |

UCI Asia Tour
| Saison    | Mannschaftswertung | Fahrerwertung       |
| --------- | ------------------ | ------------------- |
| 2012-2014 | -                  | -                   |
| 2015      | 32.                | Johim Ariesen (32.) |
| 2016      | -                  | -                   |

UCI Europe Tour
| Saison | Mannschaftswertung | Fahrerwertung           |
| ------ | ------------------ | ----------------------- |
| 2012   | 77.                | Jeff Vermeulen (205.)   |
| 2013   | 34.                | Jeff Vermeulen (139.)   |
| 2014   | 31.                | Remco te Brake (118.)   |
| 2015   | 42.                | Johim Ariesen (44.)     |
| 2016   | 52.                | Johim Ariesen (164.)    |
| 2017   | 51.                | Martin van Trijp (334.) |
| 2018   | 84.                | Jasper de Laat (594.)   |
| 2019   | 33.                | Arvid de Kleijn (144.)  |